# Grand Olympic Auditorium
Das Grand Olympic Auditorium ist ein Gebäude in der US-amerikanischen Metropole Los Angeles im Bundesstaat Kalifornien. In der Vergangenheit diente es als Sportstätte und wurde später für Konzerte genutzt. Heute ist das Gebäude ein Andachtsraum der evangelischen Kirchengemeinde Glory Church of Jesus Christ.

## Geschichte

### Sport
Nachdem 1923 Los Angeles als Ausrichter der Olympischen Sommerspiele 1932 auserwählt wurde, wurde im Folgejahr mit dem Bau des Grand Olympic Auditorium begonnen. Am 5. August 1925 erfolgte die Eröffnung, bei der prominente Gäste wie der Boxer Jack Dempsey oder der Schauspieler Rudolph Valentino anwesend waren.
Während der Olympischen Sommerspiele 1932 fanden im Grand Olympic Auditorium die Wettkämpfe im Boxen, Ringen und Gewichtheben statt. Das Auditorium wurde vom Organisationskomitee der Spiele für einen sehr geringen Betrag gemietet. Zu dieser Zeit war die Halle die größte in den Vereinigten Staaten.
In den 1960er und 1970er Jahren fanden in der Arena jeden zweiten Freitagabend große Box- und Wrestlingwettkämpfe statt. Darüber hinaus war das Grand Olympic Auditorium Heimat der Roller Derby Mannschaft Los Angeles T-Birds war.
Mitte der 1980er Jahre wurde das Gebäude aufgrund von geringer Besucherzahlen geschlossen.
1993 erfolgte die Wiedereröffnung, jedoch wurde die Kapazität von 10.400 auf circa 7.300 reduziert. In den 2000er Jahren bot das Auditorium 7.030 Sitzplätze für Boxen und Wrestling.

### Musik
Anfang und Mitte der 1990er Jahre fanden in er Halle sowie auf dem angrenzenden Parkplatz verschiedene Raves statt, welche die ganze Nacht andauerten. In der Silvesternacht 1996/97 fand das Rave „In Seventh Heaven“ statt. Dutzende Partyteilnehmer mussten wegen einer mutmaßlichen Überdosis eines Aufputschmittels, das auf der Party verteilt wurde, ins Krankenhaus gebracht werden. Vor Mitternacht wurde die Veranstaltung, an der über 10.000 Personen teilnahmen, durch das Los Angeles Police Department beendet. Infolgedessen kam es auf den Straßen zu körperlichen Auseinandersetzungen zwischen den Ravern und der Polizei.
Am 16. Juli 2000 veranstaltete die Extreme Championship Wrestling im Grand Olympic Auditorium ihr Heatwave-Pay-per-View. Es war der erste und einzige Auftritt der ECW an der Westküste. Vor dem Event zogen sechs Wrestler der in Los Angeles ansässigen Xtreme Pro Wrestling Promotion, Shirts ihrer Promotion an, weshalb sie von Tommy Dreamer und des Sicherheitsdienstes der Halle verwiesen wurden. Auf dem Parkplatz folgte eine Schlägerei zwischen den beiden Parteien.
Bereits 1951 fanden im Grand Olympic Auditorium verschiedene Rhythm-and-Blues-Konzerte statt. Später folgten Konzerte von Hardrock-Acts wie Mountain, Jack Bruce und Ten Years After. Nach 1980 häufte sich die Anzahl von Konzerten und so folgten Auftritte der Bands Public Image Ltd, GBH, The Exploited, TSOL, SIN 34, Suicidal Tendencies, UK Subs, Circle Jerks, Angelic Upstarts, The Dickies, Wasted Youth, Dead Kennedys, The Vandals und weiteren Punkbands.
Auch für den Dreh von Musikvideos wurde das Grand Olympic Auditorium in dieser Zeit genutzt. So nahmen dort folgende Künstler ihre Musikvideos auf:
- 1985: Survivor mit Burning Heart
- 1986: Bon Jovi mit You Give Love a Bad Name und Livin’ on a Prayer
- 1987: Kiss mit Crazy Crazy Nights; Janet Jackson mit Control

Im September 2000 spielte die Band Rage Against the Machine ihre letzte Show im Grand Olympic Auditorium.
Im Juni 2005 erwarb die evangelische Kirchengemeinde Glory Church of Jesus Christ das gesamte Grundstück.

### Film
Das Grand Olympic Auditorium war Drehort bei folgenden Filmen:
- Am Wendepunkt (1952)
- Botschafter der Angst (1962)
- Die Faust im Gesicht (1962)
- California Split (1974)
- Rocky (1976)
- Der Champ (1979)
- Rocky II (1979)
- Rocky III – Das Auge des Tigers (1982)
- Zwei ausgekochte Gauner (1983)
- Virtuosity (1995)
- Exposed! Pro Wrestling’s Greatest Secrets (1998)
- Der Mondmann (1999)
- Ready to Rumble (2000)
- 3 Engel für Charlie – Volle Power (2003)